# 民主党 (蒙古国)

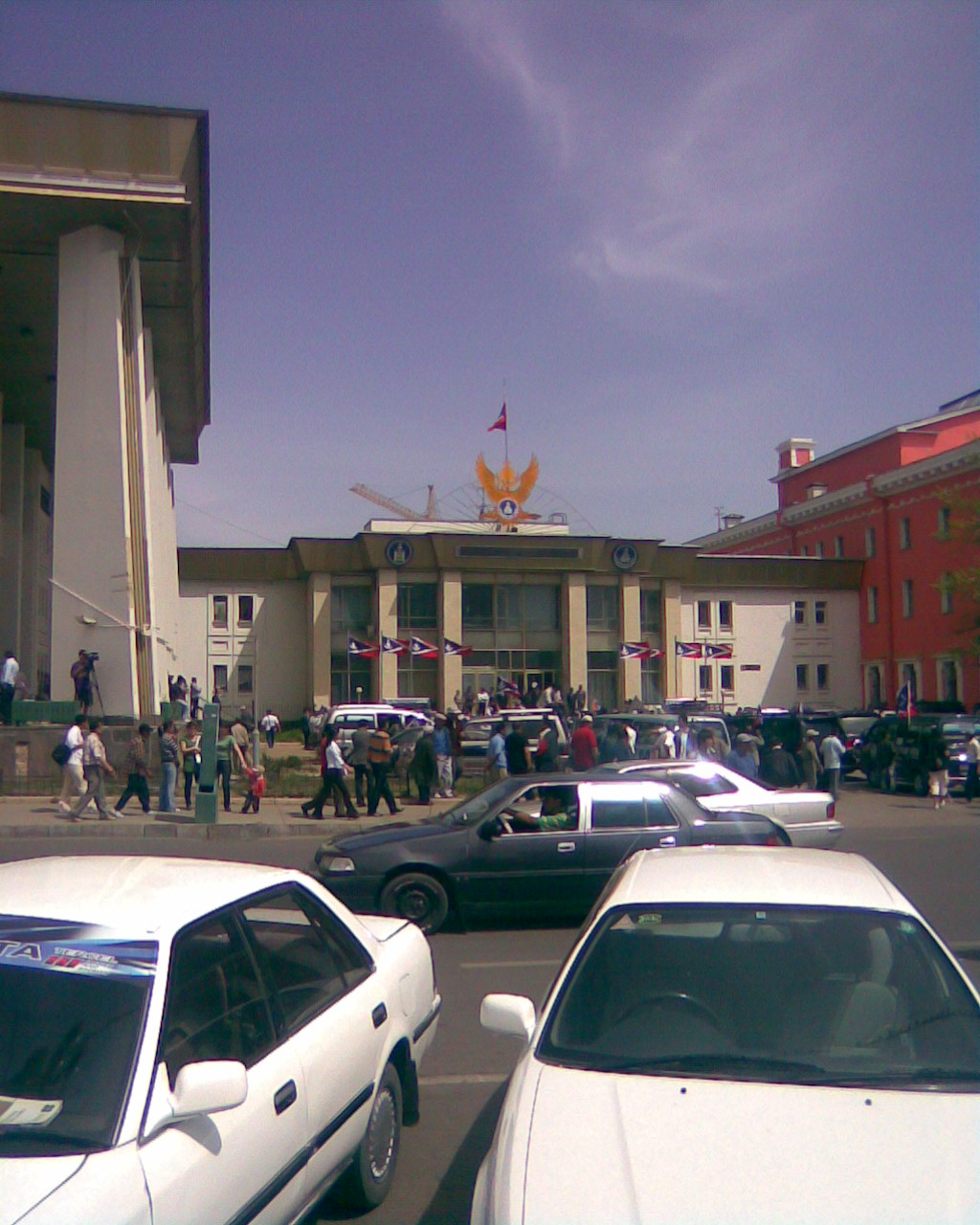
位于苏赫巴托尔广场旁边的民主党总部，摄于2009年蒙古总统选举之后

民主党（羅馬化：Ardchilsan Nam）是一个信奉自由主义和保守主义的蒙古国政党。其主要目标是继续将蒙古国转变为一个开放和民主的社会，并和腐败做斗争。现为蒙古国会二大政党之一。該黨最有名的黨員是前相撲橫綱朝青龍明德和小結旭鷲山昇。蒙古民主黨希望與美國、日本、韓國等加強聯盟式外交，希望可以跳脫在俄國或中國間二選一的困境，然而也有民間組織認為，民主黨必須積極拉攏俄國制衡中國。

## 历史
在民主党2000年成立之前，蒙古先后有过两个民主党。一个是“蒙古民主党”（MDP），成立于1990年，1992年与蒙古民族进步党、复兴党、联合党合并成立蒙古民族民主党（MNDP）。另一个是“民主党”，2000年和其他四个政党合并为如今的民主党。
民主党创建于2000年，由蒙古民族民主党（MNDP）和蒙古社会民主党（MSDP）合并而成。蒙古民族民主党（MNDP）在蒙古社会民主党（Монголын Ардчилсан Нам）和民族进步党（Үндэсний Дэвшлийн Нам）合并之前就已成立，上述两党均起源于1990年的蒙古民主革命。在1996年国家大呼拉尔选举中，蒙古民族民主党和蒙古社会民主党组成民主联盟，战胜了当时执政的蒙古人民革命党，首次获得执政权。从1996年至2000年，两党组成的民主联盟執政。但在2000年7月举行的国家大呼拉尔选举中，蒙古人民革命党获得76个席位中的72个席位，重新成为执政党。蒙古民族民主党仅获得1席，而蒙古社会民主党则无一所获，两党由此下野，成为在野党。
2000年9月29日，蒙古民族民主党主席林钦尼亚木·阿玛尔扎尔嘎勒与蒙古社会民主党主席拉德那苏木贝尔勒·贡其格道尔吉在乌兰巴托签署了两党合并声明。签字仪式结束后，蒙古社会民主党主席、原国家大呼拉尔主席贡其格道尔吉说，“两党合并对保证蒙古的政治稳定具有重要意义。”蒙古民族民主党主席、原政府总理阿玛尔扎尔格勒说，“两党合并的决定是经过认真研究和多次讨论后作出的，合并的最终目的是为了蒙古的发展与繁荣。”舆论普遍认为，两党在2000年10月1日蒙古国举行地方选举之前合并，目的是想在此次选举中同蒙古人民革命党抗衡。
2000年12月6日，蒙古民族民主党、蒙古社会民主党、民主复兴党、蒙古宗教民主党、民主党合并成立“民主党”。
民主党成立后，自称中右翼政党。但该党成立之后，组织权威长期偏弱，国家大呼拉尔委员等政治家分别拉帮结派。该党在2008年国家大呼拉尔选举中获得76个议席中的28个席位，15名政府阁员中有6名来自该党。国家大呼拉尔选举成绩欠佳，导致该党更换领导层，新任党主席是诺罗布·阿勒坦呼亚格（2009年9月出任政府副总理），新任总书记为敦得格道尔吉·额尔登巴特。2009年时，有党员大约15万人。该党下设有3个群众组织：民主青年联盟、民主妇女联盟、民主老年人联盟。

## 历次选举
在2004年国家大呼拉尔选举中，民主党作为祖国－民主联盟的一个组成部分赢得了44.7%的选票和议会中76个席位中的35席。其领袖查希亚·额勒贝格道尔吉成为蒙古国总理，一直执政至2006年。
2005年5月20日举行的蒙古国总统选举中，其候选人门德赛汗·恩赫赛汗仅仅赢得19.7%的支持率。
在2008年国家大呼拉尔选举中，民主党赢得了27个议会席位，位居第二位。
在2009年蒙古国总统选举中，民主党候选人查希亚·额勒贝格道尔吉获得了51.21%的选票，击败了获得47.41%的选票的蒙古人民革命党候选人那木巴尔·恩赫巴亚尔。国家大呼拉尔在6月5日通过决议承认选举结果，宣布查希亚·额勒贝格道尔吉为新一届蒙古国总统。
民主党在2012年蒙古國会选举中获胜，赢得了31席，成为议会第一大党。民主党随后领导了组阁谈判并且成功组阁，成为了蒙古国的执政党。民主党籍的诺罗布·阿勒坦呼亚格当选蒙古国总理。
2013年蒙古国總統選舉中，查希亚·额勒贝格道尔吉成功當選連任。2017年蒙古国總統選舉，哈勒特馬·巴特圖勒嘎當選。

## 历任领导人
2006年4月1日，民主党选出查希亚·额勒贝格道尔吉作为主席。共有四位候选人参选。在第一轮中，额勒贝格道尔吉赢得46%的支持率，额尔登·巴特乌勒赢得40%的支持率，其余两人落选。由于没有绝对多数, 在继续进行的第二轮选举中，最终额勒贝格道尔吉以57.2%的选票当选。
由于被指控操纵2008年7月1日蒙古大呼拉尔选举中暴力骚乱事件，查希亚·额勒贝格道尔吉于同年8月28日辞去了民主党主席的职务。8月30日，民主党国家委员会选出诺罗布·阿勒坦呼亚格为新主席。

### 主席
| 中文名字                      | 蒙古文名字 | 任期           |
| ----------------------------- | ---------- | -------------- |
| 达木布·道尔利格扎布           |            | 2000年－2002年 |
| 门德赛汗·恩赫赛汗             |            | 2002年－2005年 |
| 拉德那苏木贝尔勒·贡其格道尔吉 |            | 2005年－2006年 |
| 查希亚·额勒贝格道尔吉         |            | 2006年－2008年 |
| 诺罗布·阿勒坦呼亚格           |            | 2008年－2014年 |
| 赞达呼·恩赫包勒德             |            | 2014年－2016年 |
| 索德诺姆宗堆·额尔德尼         |            | 2016年至今     |

### 总书记
| 中文名字                | 任期                   |
| ----------------------- | ---------------------- |
| 赞达呼·恩赫包勒德       | 2000年－2001年         |
| 鲁伊梅德·钢苏赫         | 2003年－？             |
| 敦得格道尔吉·额尔登巴特 | 2009年－2012年         |
| 查干·奥云达里           | 2012年－2013年（代理） |
| 查干·奥云达里           | 2013年－2016年         |
| 图旺Tsevegdorj Tuvaan   | 2016年至今             |